# Maximiliano Fabián Álvarez
Maximiliano Fabián Álvarez (Rosario, 6 de febrero de 1982) es un futbolista argentino. Juega de delantero. 

## Clubes
| Club                 | País      | Año           | Goles |
| -------------------- | --------- | ------------- | ----- |
| Atlético Mexiquense  | México    | 2004          | 16    |
| Central Córdoba      | Argentina | 2005          | 12    |
| Deportivo Italchacao | Venezuela | 2006          | 11    |
| Llaneros de Guanare  | Venezuela | 2006-2007     | 18    |
| Persebaya Surabaya   | Indonesia | 2008          | 19    |
| Chirag United SC     | India     | 2008-2009     | 20    |
| Deportes Concepción  | Chile     | 2009-2010     | 14    |
| Centro Ítalo FC      | Venezuela | 2010          | 16    |
| Città Di Marino      | Italia    | 2010-2011     | 15    |
| Real Potosí          | Bolivia   | 2011          | 13    |
| Central Córdoba      | Argentina | 2011-2012     | 12    |
| Huracán (San Rafael) | Argentina | 2012-2013     | 10    |
| San Martín (MC)      | Argentina | 2014-presente | 16    |